# Segunda División de Inglaterra
La Segunda División del fútbol en Inglaterra hace referencia a la segunda categoría en el sistema de ligas del fútbol inglés. Inicialmente se estableció en 1892-93, siendo denominada Football League Second Division. En 1992 con la nueva estructura del fútbol los clubes de la First Division pasaron a la nueva Premier League, por lo cual la First Division se convirtió en la nueva segunda división. Desde la temporada 2004-05 la nueva Football League Championship pasó a ser la segunda categoría, reemplazando a la First Division.

## Football League Second Division(1893–1992)
- Los números entre paréntesis para la temporada 1990-91 debido a que el tercer equipo ganó a cabo la promoción automática (debido a la reestructuración de la liga)
- Equipos marcados con un asterisco (*) no fueron promovidos.

| Temporada | Campeón                                  | Subcampeón                               | 3.º Ascenso                              | 4.º Ascenso                              |
| --------- | ---------------------------------------- | ---------------------------------------- | ---------------------------------------- | ---------------------------------------- |
| 1892–93   | Small Heath*                             | Sheffield United                         | Darwen                                   |                                          |
| 1893–94   | Liverpool                                | Birmingham City                          |                                          |                                          |
| 1894–95   | Bury                                     | Notts County*                            |                                          |                                          |
| 1895–96   | Liverpool (2)                            | Manchester City*                         |                                          |                                          |
| 1896–97   | Notts County                             | Newton Heath*                            |                                          |                                          |
| 1897–98   | Burnley                                  | Newcastle United                         |                                          |                                          |
| 1898–99   | Manchester City                          | Glossop North End                        |                                          |                                          |
| 1899–00   | Sheffield Wednesday                      | Bolton Wanderers                         |                                          |                                          |
| 1900–01   | Grimsby Town                             | Small Heath                              |                                          |                                          |
| 1901–02   | West Bromwich Albion                     | Middlesbrough                            |                                          |                                          |
| 1902–03   | Manchester City (2)                      | Small Heath                              |                                          |                                          |
| 1903–04   | Preston North End                        | Woolwich Arsenal                         |                                          |                                          |
| 1904–05   | Liverpool (3)                            | Bolton Wanderers                         |                                          |                                          |
| 1905–06   | Bristol City                             | Manchester United                        |                                          |                                          |
| 1906–07   | Nottingham Forest                        | Chelsea                                  |                                          |                                          |
| 1907–08   | Bradford City                            | Leicester City                           |                                          |                                          |
| 1908–09   | Bolton Wanderers                         | Tottenham Hotspur                        |                                          |                                          |
| 1909–10   | Manchester City (3)                      | Oldham Athletic                          |                                          |                                          |
| 1910–11   | West Bromwich Albion (2)                 | Bolton Wanderers                         |                                          |                                          |
| 1911–12   | Derby County                             | Chelsea                                  |                                          |                                          |
| 1912–13   | Preston North End (2)                    | Burnley                                  |                                          |                                          |
| 1913–14   | Notts County (2)                         | Bradford Park Avenue                     |                                          |                                          |
| 1914–15   | Derby County (2)                         | Preston North End                        | Arsenal                                  |                                          |
| 1915–19   | Suspendido por la Primera Guerra Mundial | Suspendido por la Primera Guerra Mundial | Suspendido por la Primera Guerra Mundial | Suspendido por la Primera Guerra Mundial |
| 1919–20   | Tottenham Hotspur                        | Huddersfield Town                        |                                          |                                          |
| 1920–21   | Birmingham City (2)                      | Cardiff City                             |                                          |                                          |
| 1921–22   | Nottingham Forest (2)                    | Stoke City                               |                                          |                                          |
| 1922–23   | Notts County (3)                         | West Ham United                          |                                          |                                          |
| 1923–24   | Leeds United                             | Bury                                     |                                          |                                          |
| 1924–25   | Leicester City                           | Manchester United                        |                                          |                                          |
| 1925–26   | Sheffield Wednesday (2)                  | Derby County                             |                                          |                                          |
| 1926–27   | Middlesbrough                            | Portsmouth                               |                                          |                                          |
| 1927–28   | Manchester City (4)                      | Leeds United                             |                                          |                                          |
| 1928–29   | Middlesbrough (2)                        | Grimsby Town                             |                                          |                                          |
| 1929–30   | Blackpool                                | Chelsea                                  |                                          |                                          |
| 1930–31   | Everton                                  | West Bromwich Albion                     |                                          |                                          |
| 1931–32   | Wolverhampton Wanderers                  | Leeds United                             |                                          |                                          |
| 1932–33   | Stoke City                               | Tottenham Hotspur                        |                                          |                                          |
| 1933–34   | Grimsby Town (2)                         | Preston North End                        |                                          |                                          |
| 1934–35   | Brentford                                | Bolton Wanderers                         |                                          |                                          |
| 1935–36   | Manchester United                        | Charlton Athletic                        |                                          |                                          |
| 1936–37   | Leicester City (2)                       | Blackpool                                |                                          |                                          |
| 1937–38   | Aston Villa                              | Manchester United                        |                                          |                                          |
| 1938–39   | Blackburn Rovers                         | Sheffield United                         |                                          |                                          |
| 1939–46   | Suspendido por la Segunda Guerra Mundial | Suspendido por la Segunda Guerra Mundial | Suspendido por la Segunda Guerra Mundial | Suspendido por la Segunda Guerra Mundial |
| 1946–47   | Manchester City (5)                      | Burnley                                  |                                          |                                          |
| 1947–48   | Birmingham City (3)                      | Newcastle United                         |                                          |                                          |
| 1948–49   | Fulham                                   | West Bromwich Albion                     |                                          |                                          |
| 1949–50   | Tottenham Hotspur (2)                    | Sheffield Wednesday                      |                                          |                                          |
| 1950–51   | Preston North End (3)                    | Manchester City                          |                                          |                                          |
| 1951–52   | Sheffield Wednesday (3)                  | Cardiff City                             |                                          |                                          |
| 1952–53   | Sheffield United                         | Huddersfield Town                        |                                          |                                          |
| 1953–54   | Leicester City (3)                       | Everton                                  |                                          |                                          |
| 1954–55   | Birmingham City (4)                      | Luton Town                               |                                          |                                          |
| 1955–56   | Sheffield Wednesday (4)                  | Leeds United                             |                                          |                                          |
| 1956–57   | Leicester City (4)                       | Nottingham Forest                        |                                          |                                          |
| 1957–58   | West Ham United                          | Blackburn Rovers                         |                                          |                                          |
| 1958–59   | Sheffield Wednesday (5)                  | Fulham                                   |                                          |                                          |
| 1959–60   | Aston Villa (2)                          | Cardiff City                             |                                          |                                          |
| 1960–61   | Ipswich Town                             | Sheffield United                         |                                          |                                          |
| 1961–62   | Liverpool (4)                            | Leyton Orient                            |                                          |                                          |
| 1962–63   | Stoke City (2)                           | Chelsea                                  |                                          |                                          |
| 1963–64   | Leeds United (2)                         | Sunderland                               |                                          |                                          |
| 1964–65   | Newcastle United                         | Northampton Town                         |                                          |                                          |
| 1965–66   | Manchester City (6)                      | Southampton                              |                                          |                                          |
| 1966–67   | Coventry City                            | Wolverhampton Wanderers                  |                                          |                                          |
| 1967–68   | Ipswich Town (2)                         | Queens Park Rangers                      |                                          |                                          |
| 1968–69   | Derby County (3)                         | Crystal Palace                           |                                          |                                          |
| 1969–70   | Huddersfield Town                        | Blackpool                                |                                          |                                          |
| 1970–71   | Leicester City (5)                       | Sheffield United                         |                                          |                                          |
| 1971–72   | Norwich City                             | Birmingham City                          |                                          |                                          |
| 1972–73   | Burnley (2)                              | Queens Park Rangers                      |                                          |                                          |
| 1973–74   | Middlesbrough (3)                        | Luton Town                               | Carlisle United                          |                                          |
| 1974–75   | Manchester United (2)                    | Aston Villa                              | Norwich City                             |                                          |
| 1975–76   | Sunderland                               | Bristol City                             | West Bromwich Albion                     |                                          |
| 1976–77   | Wolverhampton Wanderers (2)              | Chelsea                                  | Nottingham Forest                        |                                          |
| 1977–78   | Bolton Wanderers (2)                     | Southampton                              | Tottenham Hotspur                        |                                          |
| 1978–79   | Crystal Palace                           | Brighton & Hove Albion                   | Stoke City                               |                                          |
| 1979–80   | Leicester City (6)                       | Sunderland                               | Birmingham City                          |                                          |
| 1980–81   | West Ham United (2)                      | Notts County                             | Swansea City                             |                                          |
| 1981–82   | Luton Town                               | Watford                                  | Norwich City                             |                                          |
| 1982–83   | Queens Park Rangers                      | Wolverhampton Wanderers                  | Sunderland                               |                                          |
| 1983–84   | Chelsea                                  | Sheffield Wednesday                      | Newcastle United                         |                                          |
| 1984–85   | Oxford United                            | Birmingham City                          | Manchester City                          |                                          |
| 1985–86   | Norwich City (2)                         | Charlton Athletic                        | Wimbledon                                |                                          |
| 1986–87   | Derby County (4)                         | Portsmouth                               |                                          |                                          |
| 1987–88   | Millwall                                 | Aston Villa                              | Middlesbrough                            |                                          |
| 1988–89   | Chelsea (2)                              | Manchester City                          | Crystal Palace                           |                                          |
| 1989–90   | Leeds United (3)                         | Sheffield United                         | Sunderland                               |                                          |
| 1990–91   | Oldham Athletic                          | West Ham United                          | Sheffield Wednesday                      | Notts County                             |
| 1991–92   | Ipswich Town (3)                         | Middlesbrough                            | Blackburn Rovers                         |                                          |

## Football League First Division(1992–2004)
| Temporada | Campeón               | Subcampeón              | Play-Offs               |
| --------- | --------------------- | ----------------------- | ----------------------- |
| 1992–93   | Newcastle United (2)  | West Ham United         | Swindon Town            |
| 1993–94   | Crystal Palace (2)    | Nottingham Forest       | Leicester City          |
| 1994–95   | Middlesbrough (4)     | Reading (no promovido*) | Bolton Wanderers        |
| 1995–96   | Sunderland (2)        | Derby County            | Leicester City          |
| 1996–97   | Bolton Wanderers (3)  | Barnsley                | Crystal Palace          |
| 1997–98   | Nottingham Forest (3) | Middlesbrough           | Charlton Athletic       |
| 1998–99   | Sunderland (3)        | Bradford City           | Watford                 |
| 1999–00   | Charlton Athletic     | Manchester City         | Ipswich Town            |
| 2000–01   | Fulham (2)            | Blackburn Rovers        | Bolton Wanderers        |
| 2001–02   | Manchester City (7)   | West Bromwich Albion    | Birmingham City         |
| 2002–03   | Portsmouth            | Leicester City          | Wolverhampton Wanderers |
| 2003–04   | Norwich City (3)      | West Bromwich Albion    | Crystal Palace          |

- Sólo dos equipos se promovieron esa temporada: los campeones y los ganadores de play-off. Esto se hizo para que la Premiership pase de 22 a 20 equipos.

## English Football League Championship(2004-presente)
| Temporada | Campeón                     | Subcampeón             | Play-Offs           |
| --------- | --------------------------- | ---------------------- | ------------------- |
| 2004-05   | Sunderland (4)              | Wigan Athletic         | West Ham United     |
| 2005-06   | Reading                     | Sheffield United       | Watford             |
| 2006-07   | Sunderland (5)              | Birmingham City        | Derby County        |
| 2007-08   | West Bromwich Albion (3)    | Stoke City             | Hull City           |
| 2008-09   | Wolverhampton Wanderers (3) | Birmingham City        | Burnley             |
| 2009-10   | Newcastle United (3)        | West Bromwich Albion   | Blackpool           |
| 2010-11   | Queens Park Rangers (2)     | Norwich City           | Swansea City        |
| 2011-12   | Reading (2)                 | Southampton            | West Ham United     |
| 2012-13   | Cardiff City                | Hull City              | Crystal Palace      |
| 2013-14   | Leicester City (7)          | Burnley                | Queens Park Rangers |
| 2014-15   | Bournemouth                 | Watford                | Norwich City        |
| 2015-16   | Burnley (3)                 | Middlesbrough          | Hull City           |
| 2016-17   | Newcastle United (4)        | Brighton & Hove Albion | Huddersfield Town   |
| 2017-18   | Wolverhampton Wanderers (4) | Cardiff City           | Fulham              |
| 2018-19   | Norwich City (4)            | Sheffield United       | Aston Villa         |
| 2019-20   | Leeds United (4)            | West Bromwich Albion   | Fulham              |
| 2020-21   | Norwich City (5)            | Watford                | Brentford           |
| 2021-22   | Fulham (3)                  | Bournemouth            | Nottingham Forest   |
| 2022-23   | Burnley (4)                 | Sheffield United       | Luton Town          |
| 2023-24   | Leicester City (8)          | Ipswich Town           | Southampton         |
| 2024-25   | Leeds United (5)            | Burnley                | Sunderland          |

## Títulos por club
| Club                    | Títulos | Subtítulos | Años campeón                                   |
| ----------------------- | ------- | ---------- | ---------------------------------------------- |
| Leicester City          | 8       | 2          | 1925, 1937, 1954, 1957, 1971, 1980, 2014, 2024 |
| Manchester City         | 7       | 4          | 1899, 1903, 1910, 1928, 1947, 1966, 2002       |
| Sheffield Wednesday     | 5       | 3          | 1900, 1926, 1952, 1956, 1959                   |
| Leeds United            | 5       | 3          | 1924, 1964, 1990, 2020, 2025                   |
| Sunderland              | 5       | 2          | 1976, 1996, 1999, 2005, 2007                   |
| Norwich City            | 5       | 1          | 1972, 1986, 2004, 2019, 2021                   |
| Birmingham City         | 4       | 7          | 1893, 1921, 1948, 1955                         |
| Middlesbrough           | 4       | 4          | 1927, 1929, 1974, 1995                         |
| Burnley                 | 4       | 4          | 1898, 1973, 2016, 2023                         |
| Derby County            | 4       | 2          | 1912, 1915, 1969, 1987                         |
| Newcastle United        | 4       | 2          | 1965, 1993, 2010, 2017                         |
| Wolverhampton Wanderers | 4       | 2          | 1932, 1977, 2009, 2018                         |
| Liverpool               | 4       | 0          | 1894, 1896, 1905, 1962                         |
| West Bromwich Albion    | 3       | 5          | 1902, 1911, 2008                               |
| Bolton Wanderers        | 3       | 4          | 1909, 1978, 1997                               |
| Notts County            | 3       | 2          | 1897, 1914, 1923                               |
| Preston North End       | 3       | 2          | 1904, 1913, 1951                               |
| Nottingham Forest       | 3       | 2          | 1907, 1922, 1998                               |
| Ipswich Town            | 3       | 1          | 1961, 1968, 1992                               |
| Fulham                  | 3       | 1          | 1949, 2001, 2022                               |
| Chelsea                 | 2       | 5          | 1984, 1989                                     |
| Manchester United       | 2       | 3          | 1936, 1975                                     |
| West Ham United         | 2       | 3          | 1958, 1981                                     |
| Tottenham Hotspur       | 2       | 2          | 1920, 1950                                     |
| Aston Villa             | 2       | 2          | 1938, 1960                                     |
| Stoke City              | 2       | 2          | 1933, 1963                                     |
| Queens Park Rangers     | 2       | 2          | 1983, 2011                                     |
| Grimsby Town            | 2       | 1          | 1901, 1934                                     |
| Crystal Palace          | 2       | 1          | 1979, 1994                                     |
| Reading                 | 2       | 1          | 2006, 2012                                     |
| Sheffield United        | 1       | 8          | 1953                                           |
| Cardiff City            | 1       | 4          | 2013                                           |
| Blackpool               | 1       | 2          | 1930                                           |
| Blackburn Rovers        | 1       | 2          | 1939                                           |
| Huddersfield Town       | 1       | 2          | 1970                                           |
| Luton Town              | 1       | 2          | 1982                                           |
| Charlton Athletic       | 1       | 2          | 2000                                           |
| Portsmouth              | 1       | 2          | 2003                                           |
| Bury                    | 1       | 1          | 1895                                           |
| Bristol City            | 1       | 1          | 1906                                           |
| Bradford City           | 1       | 1          | 1908                                           |
| Everton                 | 1       | 1          | 1931                                           |
| Oldham Athletic         | 1       | 1          | 1991                                           |
| Bournemouth             | 1       | 1          | 2015                                           |
| Brentford               | 1       | 0          | 1935                                           |
| Coventry City           | 1       | 0          | 1967                                           |
| Oxford United           | 1       | 0          | 1985                                           |
| Millwall                | 1       | 0          | 1988                                           |